# Guangdong Nuzi Paiqiu Dui 2014-2015
Questa voce raccoglie le informazioni riguardanti il Guangdong Nuzi Paiqiu Dui nelle competizioni ufficiali della stagione 2014-2015.

## Organigramma societario
Area tecnica
- Allenatore: Li Yong

## Rosa
| N° | Nome          | Ruolo | Data di nascita  | Nazionalità sportiva |
| -- | ------------- | ----- | ---------------- | -------------------- |
| 1  | Pi Yanchi     | S     | 23 febbraio 1993 | Cina                 |
| 2  | Li Yao        | S     | 23 ottobre 1995  | Cina                 |
| 3  | Zhang Chunan  | S     | 9 ottobre 1995   | Cina                 |
| 4  | Li Yuchen     | O     | 13 gennaio 1990  | Cina                 |
| 5  | Chen Jiao     | P     | 3 febbraio 1994  | Cina                 |
| 6  | Yu Jiarui     | P     | 23 ottobre 1997  | Cina                 |
| 7  | Lai Huiwen    | C     | 12 ottobre 1994  | Cina                 |
| 8  | Han Yang      | C     | 30 gennaio 1996  | Cina                 |
| 9  | Wang Hongli   | C     | 10 gennaio 1994  | Cina                 |
| 10 | Shan Lili     | L     | 2 settembre 1989 | Cina                 |
| 11 | Sun Shengwei  | O     | 26 dicembre 1993 | Cina                 |
| 12 | Gao Shang     | C     | 8 agosto 1993    | Cina                 |
| 13 | Li Jingjing   | S     | 16 gennaio 1995  | Cina                 |
| 14 | Liu Yanan     | C     | 26 marzo 1995    | Cina                 |
| 15 | Zhen Xingzhen | L     | 24 marzo 1994    | Cina                 |
| 15 | Kenny Moreno  | O     | 6 gennaio 1979   | Colombia             |

## Risultati

### Chinese Volleyball League

#### Regular season

##### Prima fase
| 1ª giornata - 8 novembre 2014 Guangzhou Sport University Gymnasium, Canton  | Guangdong | 0 - 3 | Fujian    | 16-25, 15-25, 18-25        |
| 2ª giornata - 11 novembre 2014 Jiashan County Coliseum, Jiaxing             | Zhejiang  | 3 - 0 | Guangdong | 25-14, 25-18, 25-16        |
| 3ª giornata - 15 novembre 2014 Guangzhou Sport University Gymnasium, Canton | Guangdong | 0 - 3 | Jiangsu   | 18-25, 11-25, 17-25        |
| 4ª giornata - 18 novembre 2014 Laiwu City Gymnasium, Laiwu                  | Shandong  | 3 - 0 | Guangdong | 25-23, 25-14, 25-13        |
| 5ª giornata - 22 novembre 2014 Guangzhou Sport University Gymnasium, Canton | Guangdong | 0 - 3 | Shanghai  | 14-25, 14-25, 18-25        |
| 6ª giornata - 25 novembre 2014 Fujian Olympic Sports Center, Fuzhou         | Fujian    | 3 - 0 | Guangdong | 25-15, 25-15, 25-14        |
| 7ª giornata - 29 novembre 2014 Guangzhou Sport University Gymnasium, Canton | Guangdong | 1 - 3 | Zhejiang  | 16-25, 25-22, 19-25, 13-25 |
| 8ª giornata - 2 dicembre 2014 Changzhou University Gymnasium, Changzhou     | Jiangsu   | 3 - 0 | Guangdong | 26-24, 25-16, 25-17        |
| 9ª giornata - 6 dicembre 2014 Luwan Gymnasium, Shanghai                     | Shanghai  | 3 - 0 | Guangdong | 25-17, 25-22, 25-11        |
| 10ª giornata - 9 dicembre 2014 Guangzhou Sport University Gymnasium, Canton | Guangdong | 0 - 3 | Shandong  | 11-25, 18-25, 13-25        |

##### Seconda fase
| 11ª giornata - 13 dicembre 2014 Guangzhou Sport University Gymnasium, Canton | Guangdong | 1 - 3 | Sichuan   | 25-22, 15-25, 16-25, 18-25        |
| 12ª giornata - 16 dicembre 2014 Guangzhou Sport University Gymnasium, Canton | Guangdong | 1 - 3 | Henan     | 25-19, 12-25, 21-25, 20-25        |
| 13ª giornata - 20 dicembre 2014 Ziyang Stadium, Ziyang                       | Sichuan   | 3 - 2 | Guangdong | 21-25, 25-11, 25-19, 23-25, 15-13 |
| 14ª giornata - 23 dicembre 2015 Luohe City Stadium, Luohe                    | Henan     | 3 - 0 | Guangdong | 25-22, 25-10, 25-11               |

#### Challenge match
| Gara 1 - 9 febbraio 2015 Qujing City Cultural Sports Park Stadium, Qujing | Yunnan    | 3 - 2 | Guangdong | 21-25, 22-25, 25-19, 25-22, 15-12 |
| Gara 2 - 10 febbraio 2015 Guangzhou Sport University Gymnasium, Canton    | Guangdong | 0 - 3 | Yunnan    | 18-25, 32-34, 18-25               |

## Statistiche

### Statistiche di squadra
| Competizione              | Punti | In casa | In casa | In casa | In trasferta | In trasferta | In trasferta | Totale | Totale | Totale |
| Competizione              | Punti | G       | V       | P       | G            | V            | P            | G      | V      | P      |
| ------------------------- | ----- | ------- | ------- | ------- | ------------ | ------------ | ------------ | ------ | ------ | ------ |
| Chinese Volleyball League | 1     | 8       | 0       | 8       | 8            | 0            | 8            | 16     | 0      | 16     |
| Totale                    | -     | 8       | 0       | 8       | 8            | 0            | 8            | 16     | 0      | 16     |

G = partite giocate; V = partite vinte; P = partite perse

### Statistiche dei giocatori
| Giocatore | Volleyball League A | Volleyball League A | Volleyball League A | Volleyball League A | Volleyball League A | Totale | Totale | Totale | Totale | Totale |
| Giocatore | P                   | PT                  | AV                  | MV                  | BV                  | P      | PT     | AV     | MV     | BV     |
| --------- | ------------------- | ------------------- | ------------------- | ------------------- | ------------------- | ------ | ------ | ------ | ------ | ------ |
| Chen J.   | ?                   | ?                   | ?                   | ?                   | ?                   | ?      | ?      | ?      | ?      | ?      |
| Gao S.    | ?                   | ?                   | ?                   | ?                   | ?                   | ?      | ?      | ?      | ?      | ?      |
| Han Y.    | ?                   | ?                   | ?                   | ?                   | ?                   | ?      | ?      | ?      | ?      | ?      |
| Lai H.    | ?                   | ?                   | ?                   | ?                   | ?                   | ?      | ?      | ?      | ?      | ?      |
| Liu Y.    | ?                   | ?                   | ?                   | ?                   | ?                   | ?      | ?      | ?      | ?      | ?      |
| Li J.     | ?                   | ?                   | ?                   | ?                   | ?                   | ?      | ?      | ?      | ?      | ?      |
| Li Y.     | ?                   | 164                 | 137                 | 11                  | 16                  | ?      | 164    | 137    | 11     | 16     |
| Li Y.c.   | ?                   | ?                   | ?                   | ?                   | ?                   | ?      | ?      | ?      | ?      | ?      |
| K. Moreno | ?                   | ?                   | ?                   | ?                   | ?                   | ?      | ?      | ?      | ?      | ?      |
| Pi Y.     | ?                   | 127                 | 102                 | 18                  | 7                   | ?      | 127    | 102    | 18     | 7      |
| Shan L.   | ?                   | ?                   | ?                   | ?                   | ?                   | ?      | ?      | ?      | ?      | ?      |
| Sun S.    | ?                   | ?                   | ?                   | ?                   | ?                   | ?      | ?      | ?      | ?      | ?      |
| Wang H.   | ?                   | ?                   | ?                   | ?                   | ?                   | ?      | ?      | ?      | ?      | ?      |
| Yu J.     | ?                   | ?                   | ?                   | ?                   | ?                   | ?      | ?      | ?      | ?      | ?      |
| Zhang C.  | ?                   | ?                   | ?                   | ?                   | ?                   | ?      | ?      | ?      | ?      | ?      |
| Zhen X.   | ?                   | ?                   | ?                   | ?                   | ?                   | ?      | ?      | ?      | ?      | ?      |

P = presenze; PT = punti totali; AV = attacchi vincenti; MV = muri vincenti; BV = battute vincenti